# Вайксалу, Лайне Августовна
Лайне Августовна Вайксалу (29.04.1918 — 23.07.2000) — доярка совхоза «Трийги» Раквереского района Эстонской ССР, Герой Социалистического Труда (01.10.1965).
Член КПСС с 1961 года.
С 1948 г. доярка совхоза «Трийги» Раквереского района Эстонской ССР. Проявив инициативу, увеличила количество обслуживаемых коров вдвое.
От своей группы коров (45 голов) надоила (кг молока): 1964 — 3070, 1966 — 3129, 1967 — 3290.
Герой Социалистического Труда (01.10.1965). Награждена орденом Ленина, Большой серебряной и двумя серебряными медалями ВДНХ.
Избиралась депутатом районного Совета рабочих и крестьянских депутатов.